# Hammam Essalihine
Hammam Essalihine (Aquae Flavianae à l'époque romaine ; Fontaine-Chaude à l'époque coloniale), est un bain romain qui existe depuis 2 000 ans. Il est situé dans la commune d'El Hamma, site touristique et thérapeutique, à 7 km de Khenchela (dans la wilaya de Khenchela). Son exploitation remonte à l'époque romaine.

## Appellations
- Latines : Aquae Flavianae, Aquae Caesaris
- Françaises : Thermes de Flavius, Fontaine-Chaude
- Locales : Hammam Essalihine, Hammam Salehine, Hammam Khenchela, حمام الصالحين

## Historique

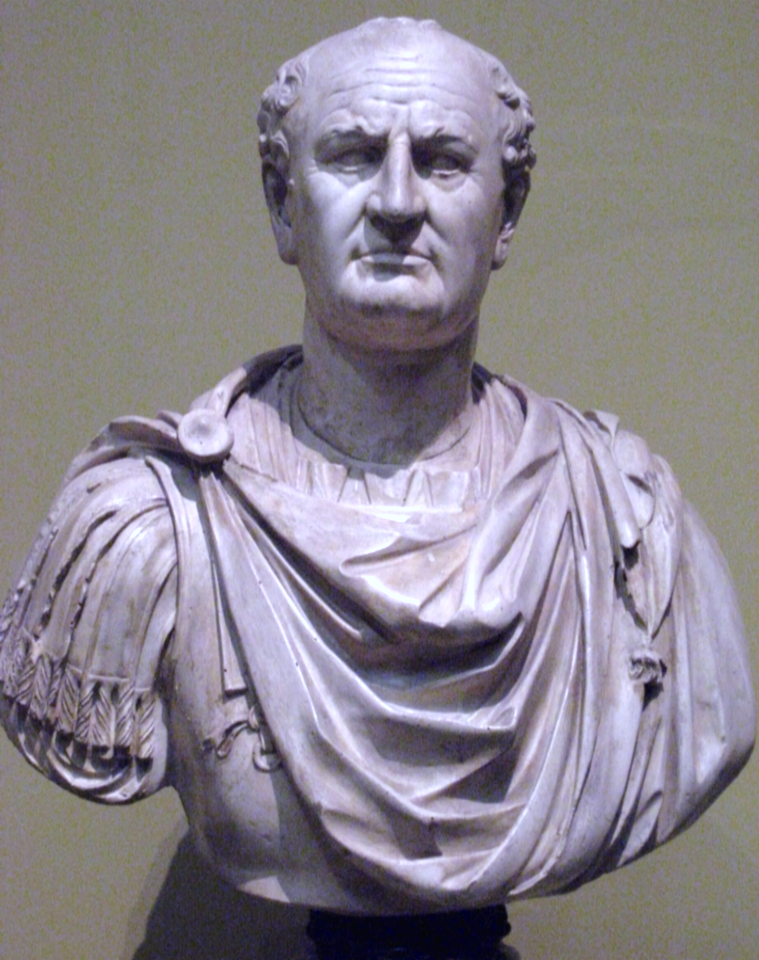
L'empereur Titus Flavius Vespasianus.

D'après les inscriptions gravées sur le site, le complexe a été exploité ou probablement reconstruit durant la dynastie des Flaviens au temps de Vespasien en 69 apr. J.-C. Une autre inscription indique que le lieu a subi une réparation par Septime Sévère en 208 apr. J.-C. Il existe des centaines de sources ou « fontaines » chaudes en Algérie, et certaines de ces sources ont été utilisées depuis des milliers d'années. D'autres ont subi des travaux de construction importants, des réparations, etc., au temps du royaume de la Numidie et à l'époque romaine.
Ainsi que son nom romain l'indique, Aquae Flavianae, cette installation thermale remonte à l'époque des empereurs flaviens, ce que paraît confirmer une dédicace de 76 à Vespasien et Titus. Plusieurs inscriptions attestent sa fréquentation au cours du IIe siècle et à l'époque sévérienne. 
Le site est restauré en 208 par un corps de soldats et c'est sans doute sous Elagabal qu'est construit un temple aux nymphes (Albertini). Une dédicace au numen des nymphes et au dieu Draco paraît dater de la seconde moitié du IIIe siècle au plus tôt. Différentes traces de remaniements sont visibles sur le site. L'établissement a été remis en eau après son dégagement (Fontaine-Chaude) et est devenu, de nos jours, un centre animé (Hammam Essalihine).

## Principales structures

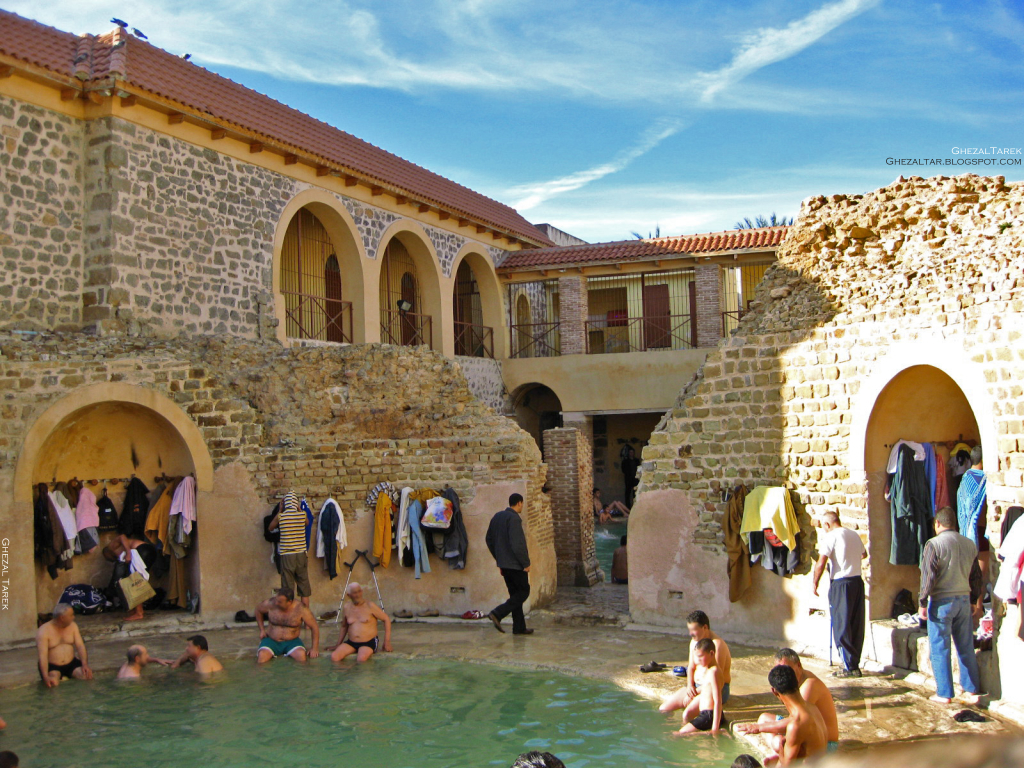
La piscine circulaire.

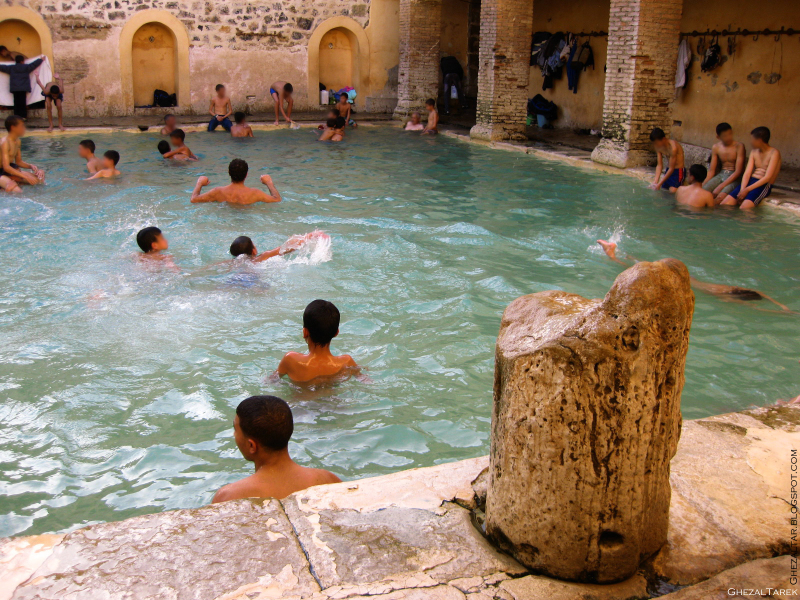
La piscine rectangulaire.

Il existe plusieurs constructions principales réservées indépendamment aux hommes et aux femmes (des piscines couvertes, à l'air libre, individuelles). Les plus remarquées sont les deux piscines à l'air libre, la piscine rectangulaire et la piscine circulaire.

### La piscine circulaire
Elle est de 8 m de diamètre et une profondeur de 1,45 m.

### La piscine rectangulaire
Elle est plus large, d'environ 13,80 m × 10,05 m, pour une profondeur de 1,45 m.

## Caractéristiques

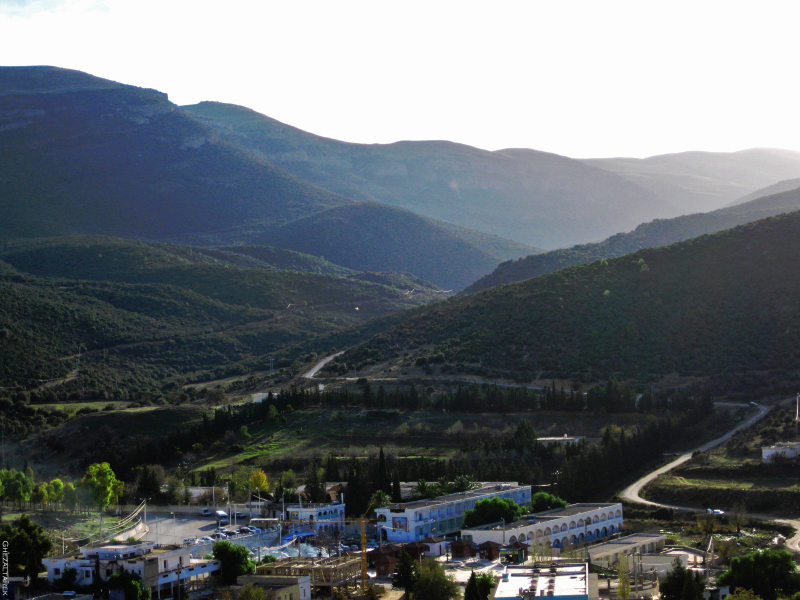
Le complexe de Hammam Essalehine ; en arrière plan, le massif des Aurès.

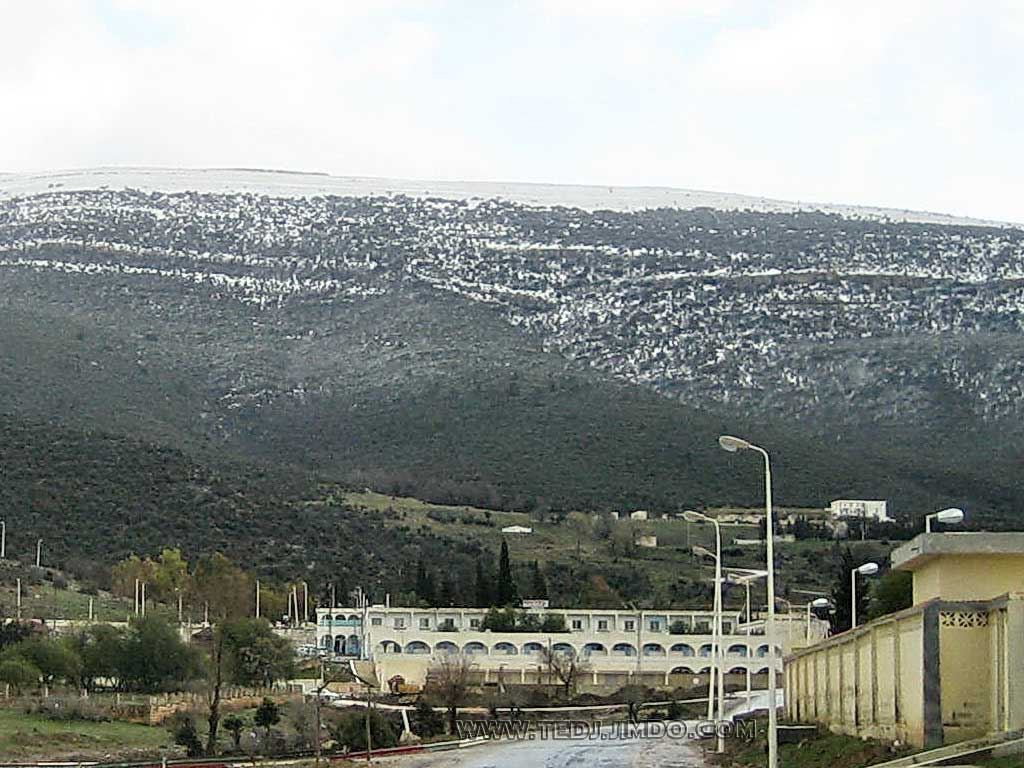
L'emplacement du complexe au milieu des montagnes de l'Aurès.

La température de ses eaux avoisine les 70 °C, sa composition chimique lui confère des propriétés thérapeutiques indiquées pour les maladies rhumatismales, respiratoires et dermatologiques. La station thermale dispose de 40 cabines pour bain thermal, de 5 piscines d'eau chaude et enregistre jusqu'à 700 000 visiteurs annuels. Le Hammam Essalihine est situé dans une région montagneuse et forestière (Aurès), au climat particulier. La piscine romaine circulaire est unique au monde et le vestige a été réhabilité récemment.

## Structures d'accueil
La source de Hammam Essalihine est très riche en minéraux, cette eau est si pure qu'elle n'a besoin d'aucun filtrage. Elle refroidit naturellement avant d'arriver dans les bassins où elle est continuellement brassée. Des soins classiques de thermalisme sont proposés (matériel de relaxation, de massage, physiothérapie, hydrothérapie).
Le complexe thermal est accompagné d'une offre hôtelière.